# No Time for Tears
«No Time for Tears» es una canción del DJ y productor británico Nathan Dawe y del grupo británico Little Mix. Se lanzó como sencillo el 25 de noviembre de 2020 por RCA UK y Warner Music. La canción alcanzó el puesto cincuenta y tres en la lista de sencillos del Reino Unido y se incluyó en la edición ampliada del sexto álbum de estudio del grupo Confetti (2020).

## Antecedentes y composición
La canción se anunció el 23 de noviembre de 2020 en las cuentas de redes sociales de Dawe y Little Mix. La canción fue escrita por Jade Thirlwall, Nathan Dawe, Tre Jean-Marie y MNEK.

## Créditos y personal
Créditos adaptados de Tidal.
- Nathan Dawe – producción
- Little Mix – voz
- Tre Jean-Marie – producción, bajo, batería, mezcla, piano, programación
- Uzoechi Emenike – producción vocal
- Niamh Murphy – voces de fondo
- Paul Norris – ingeniería vocal
- Lewis Hopkin – masterización

## Posicionamiento en listas
| Listas (2020)                               | Mejor posición |
| ------------------------------------------- | -------------- |
| Estados Unidos (Hot Dance/Electronic Songs) | 22             |
| Reino Unido (UK Singles Chart)              | 53             |

## Historial de lanzamiento
| País   | Fecha                   | Formato                      | Discográfica   | Ref |
| ------ | ----------------------- | ---------------------------- | -------------- | --- |
| Varios | 25 de noviembre de 2020 | Descarga digital y streaming | RCA Records UK |     |